# 周邦傑
周邦傑（1540年—1611年），字英甫，號念廷、念庭，江西撫州府臨川縣人，明朝政治人物。

## 生平
嘉靖四十三年（1564年）甲子科江西鄉試第二十名舉人。隆慶五年（1571年）中式辛未科會試第一百二十七名，三甲第一百一十七名進士。吏部觀政，授无锡知县，萬曆五年（1577年）閏八月选授工科給事中，弹劾南京兵部尚書翁大立，八年二月升兵科右，劾罢河南巡抚周鑑，九年二月升户科左，八月升刑科都給事中，十年正月奉命往蓟辽、保定阅视军务，十一年正月改吏科都，疏救御史魏允貞、员外郎李三才，疏荐赵世卿。十二年二月升太仆寺少卿，十四年正月升右通政，七月升左通政，十五年二月调用南京，任南京通政使司右通政，十七年五月升通政使司左通政，请告终养。家居二十馀年，母丧，哀毁几殆。卒年七十二。

## 著作
所著有《潜籁》《二泉》《游燕缶塞音》《吴谐明发楼藁》《金石山人文集并諫》《議垣奏議》等。

## 家族
曾祖笃菴公周瑞；祖父毅軒公周明道；父自樂公周一賢，母許氏；前母徐氏。慈侍下。四子：賓榮、賓燿、賓炳、賓熙。